# Картибул
Картибул (лат. cartibulum, cartibum) — древнеримский каменный стол на одной ножке, иначе моноподий, или столешница. В искусстве древних Помпей (I в. до н. э. — I в. н. э.) использовали картибулы из мрамора с тремя фигурными ножками в виде грифонов или львов либо с подстольем в виде боковых фигурных стенок.
Круглый столик имел название «киликейон». Позднее, в XVII—XVIII веках похожий тип мебели именовали «геридон».